# Alejo II Comneno
Alejo II Comneno (Griego: Αλέξιος Β’ Κομνηνός, Alexios II Komnēnos) (14 de septiembre de 1167 – octubre de 1183), emperador bizantino (1180-1183), hijo del matrimonio habido entre el emperador Manuel I Comneno y María de Antioquía, hija de Raimundo, príncipe de Antioquía.
No está claro qué pasó con el matrimonio concertado entre Alejo II e Inés de Francia. Según Guillermo de Tiro, Inés tenía ocho años cuando llegó a Constantinopla (1179). Aunque no se dispone de ninguna otra fuente que confirme este dato, si realmente es cierto, era tres años menor de la edad necesaria para casarse, según el criterio del siglo XII. Sin embargo, Guillermo de Tiro, que estuvo presente en la ceremonia, parece describirla como un matrimonio completo (matrimonii legibus... copulare). Otras fuentes no bizantinas y muchos autores modernos le siguen en este punto. Finalmente, la ceremonia tuvo lugar el 2 de marzo de 1180.
El 24 de septiembre del mismo año murió Manuel I, y su esposa María, que había sido enclaustrada en un convento con el nombre de Xena («Extranjera»), se proclamó regente y dejó a su hijo en manos de sus consejeros, que fomentaron en él todo tipo de vicios, mientras que ella apoyaba el gobierno del protosebasto Alejo (un primo de Alejo II), que era abiertamente el amante de María. El joven emperador y sus amigos intentaron formar un partido contra la emperatriz madre y el protosebasto, y así, su hermana María, esposa del césar Juan (Rainiero de Montferrato) incitó varias revueltas callejeras en la capital.
El partido del joven emperador fue derrotado (2 de mayo de 1182), pero Andrónico Comneno se aprovechó de los desórdenes para hacerse con la corona, y así entró en Constantinopla, donde fue recibido con honores casi divinos, y depuso a los regentes. Su llegada fue celebrada con una masacre de latinos en la capital, sobre todo de mercaderes venecianos, que Andrónico no hizo nada por evitar. Permitió que Alejo fuese coronado, pero le obligó a aceptar que fuesen condenados a muerte todos sus amigos, además de su madre, su hermana y el césar, y no le permitió que expresase la más mínima opinión en los asuntos de Estado.
Andrónico se proclamó entonces formalmente coemperador, y poco después, con el pretexto de que un gobierno dividido resultaba deshonroso para el Imperio, ordenó matar a Alejo (octubre de 1183) y se casó con la reina viuda Inés de Francia, que entonces tenía 12 años. (Andrónico era ya sexagenario).